# Parkstraße 14

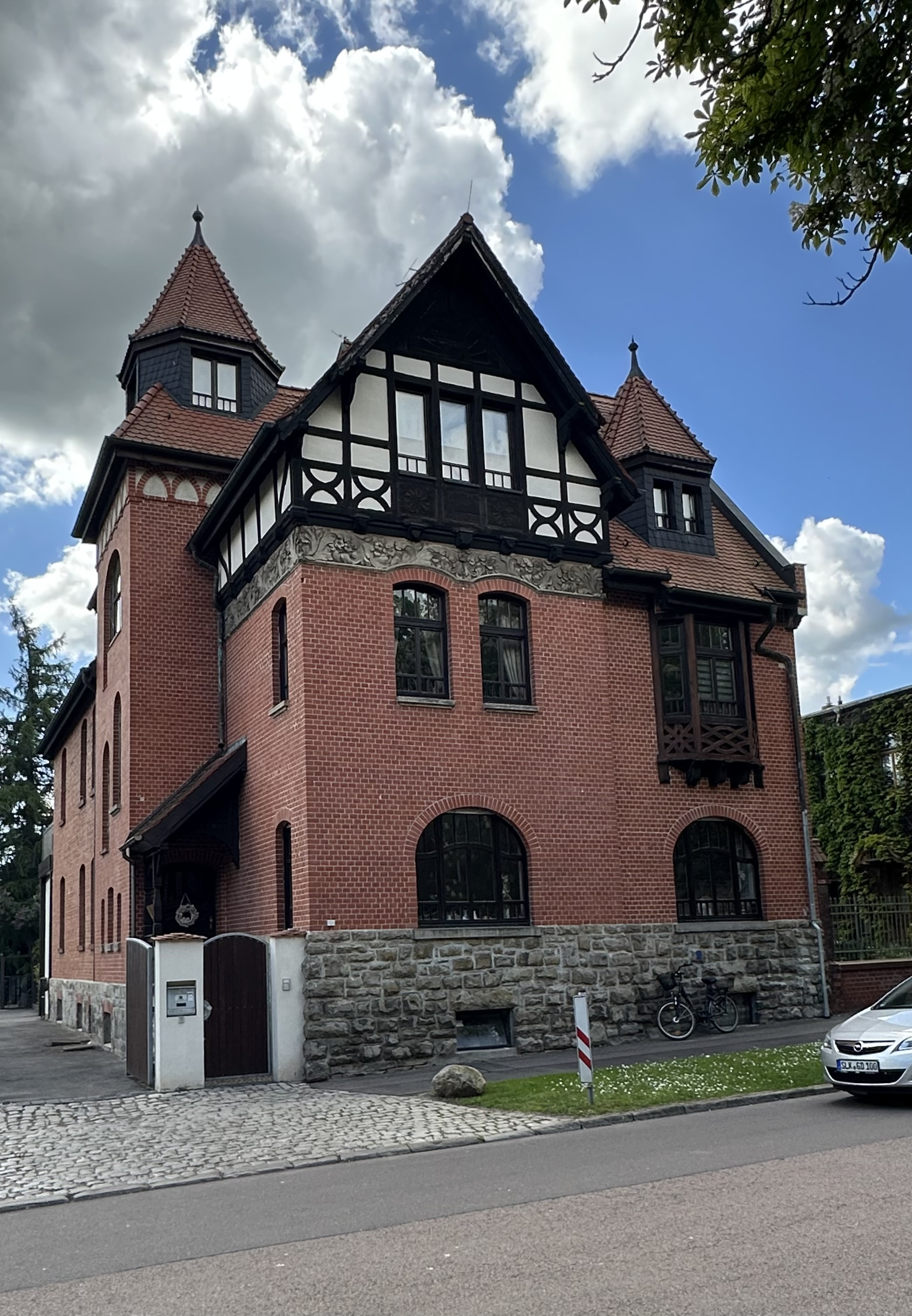
Villa Parkstraße 14 im Jahr 2025

Die Parkstraße 14 ist eine denkmalgeschützte Villa in Bernburg (Saale) in Sachsen-Anhalt.

## Lage
Das Gebäude befindet sich auf der Südseite der Parkstraße, in der Bernburger Bergstadt im östlichen Teil des Stadterweiterungsgebiets. Auf der gegenüberliegenden Straßenseite erstreckt sich der Friedhof II. Etwas westlich steht das gleichfalls denkmalgeschützte Wohnhaus Parkstraße 13. Die Villa gilt als prägend für das Straßenbild.

## Architektur und Geschichte
Die Villa wurde in der Zeit um 1900 als Klinkerbau auf einem Werksteinsockel errichtet. Im oberen Teil besteht ein Fachwerkgiebel der als Zierfachwerk ausgeführt ist. Außerdem finden sich Ziegel- und Putzfriese, die mit Jugendstildekor mit Pflanzenmotiven versehen sind. Bemerkenswert auch ein verzierter Erker sowie mit Schiefer verkleidete Dachtürmchen.
Die Ausstattung ist weitgehend noch bauzeitlich erhalten.
Im Denkmalverzeichnis des Landes Sachsen-Anhalt ist die Villa unter der Erfassungsnummer 094 60089 als Baudenkmal verzeichnet.